# Mistrovství Československa v krasobruslení 1971
Mistrovství Československa v krasobruslení 1971 se konalo 16. ledna a 17. ledna 1971 v Plzni.

## Medaile
| Kategorie      | Zlato                            | Zlato     | Stříbro                           | Stříbro    | Bronz                   | Bronz        |
| Muži           | Ondrej Nepela                    | 7 - 967,7 | Zdeněk Pazdírek                   | 14 - 920   | Josef Žídek             | 21 - 893,4   |
| Ženy           | Ľudmila Bezáková                 | 7 - 881,9 | Iva Matysová                      | 14 - 851,2 | Matějková               | 24,5 - 822,2 |
| Sportovní páry | Dana Fialová Josef Tůma          | 5 - 212,3 | Miroslava Sáblíková Pavel Komárek | 10 - 203,8 | Marika Nagyová Lounek   | 16 - 189,2   |
| Taneční páry   | Diana Skotnická Martin Skotnický | 5 - 118,8 | Světlana Marinovová Miloš Buršík  | 10 - 113,5 | Dana Roušová Dušan Rouš | 17 - 108,8   |

- čísla udávají celkové hodnocení, první za přednes a druhá počet bodů